# Danh sách khách mời của Hành trình rực rỡ
Hành trình rực rỡ là chương trình truyền hình thực tế về văn hóa được phát sóng trên kênh VTV3 từ ngày 28 tháng 5 năm 2023. Đây là chương trình thuần Việt, và với tiêu chí "Ôm lấy sắc hương Việt Nam", các nghệ sĩ sẽ được trải nghiệm sâu hơn về những nét văn hóa đặc trưng ở những địa phương mà họ đi qua, đồng thời sẽ được thử thách cùng những người dân địa phương nơi họ trải nghiệm. Những thành viên hiện tại là Trường Giang, Lê Dương Bảo Lâm, Thúy Ngân, Isaac, Bích Phương và Negav. Dưới đây là danh sách khách mời của chương trình Hành trình rực rỡ.

## Mùa 1

### Khách mời chính
| Tập     | Tên                 | Nghề nghiệp                                           | Ngày sinh và tuổi | Tên thử thách | Kết quả           | Số điểm rực rỡ    | Tham khảo |
| ------- | ------------------- | ----------------------------------------------------- | ----------------- | --- | ----------------- | ----------------- | --------- |
| 1       | Không khách mời     | Không khách mời                                       | Không khách mời   | Không khách mời | Không khách mời   | Không khách mời   |           |
| 2       | Không khách mời     | Không khách mời                                       | Không khách mời   | Không khách mời | Không khách mời   | Không khách mời   |           |
| 3 – 5   | Ninh Dương Lan Ngọc | Diễn viên                                             | 4 tháng 4, 1990   | - Phi ngựa tìm nón - Biểu diễn võ nhạc - Cướp cờ 2 người 3 chân - Tìm du khách và người dân đáp thơ - Mô tả mặt nạ - Đưa nước lên bờ          | Hạng ba           | 6                 |           |
| 3 – 5   | Châu Bùi            | Ca sĩ, Diễn viên, Người mẫu, Fashionista              | 13 tháng 11, 1997 | - Giải cứu Bánh tráng - Mô tả mặt nạ - Tìm sò chén                                                                                            | Hạng năm          | 3                 |           |
| 6 – 8   | Gin Tuấn Kiệt       | Diễn viên, Ca sĩ                                      | 6 tháng 9, 1994   | - Biểu diễn trích đoạn cải lương - Tái hiện đám cưới miền Tây Nam Bộ thời xưa (vai Chú Rể)                                                    | Hạng sáu          | 1                 |           |
| 6 – 8   | Huỳnh Lập           | Diễn viên, Đạo diễn, Nhà biên kịch, Nhà sản xuất phim | 17 tháng 5, 1993  | - Trả lời câu hỏi kiến thức về Bến Tre - Biểu diễn trích đoạn cải lương - Tái hiện đám cưới miền Tây Nam Bộ thời xưa (vai em trai của Cô Dâu) | Hạng tư           | 3                 |           |
| 6 – 8   | Hồ Phi Nal          | Ca sĩ                                                 | 18 tháng 8, 1997  | - Biểu diễn trích đoạn cải lương - Vị ngọt đất phèn - Tái hiện đám cưới miền Tây Nam Bộ thời xưa (vai chú ruột của Chú Rể)                    | Hạng năm          | 2                 |           |
| 6 – 8   | Lâm Vỹ Dạ           | Diễn viên, Người dẫn chương trình                     | 1 tháng 9, 1989   | - Biểu diễn trích đoạn cải lương - Vị ngọt đất phèn - Tái hiện đám cưới miền Tây Nam Bộ thời xưa (vai mẹ của Chú Rể)                          | Hạng năm          | 2                 |           |
| 6 – 8   | Puka                | Diễn viên, Người dẫn chương trình                     | 30 tháng 10, 1990 | - Biểu diễn trích đoạn cải lương - Tái hiện đám cưới miền Tây Nam Bộ thời xưa (vai Cô Dâu)                                                    | Hạng năm          | 2                 |           |
| 6 – 8   | Lâm Hùng            | Ca sĩ                                                 | 28 tháng 10, 1977 | - Biểu diễn trích đoạn cải lương - Vị ngọt đất phèn - Tái hiện đám cưới miền Tây Nam Bộ thời xưa (vai cha của Chú Rể)                         | Hạng năm          | 2                 |           |
| 8 – 10  | Cris Phan           | Streamer, YouTuber, Diễn viên                         | 1 tháng 6, 1993   | - Vũ điệu đường phố (2 điểm) - Tuần san rực rỡ - Cầu mây - Dáng hình yêu thương                                                               | Hạng ba           | 5                 |           |
| 8 – 10  | Đức Phúc            | Ca sĩ                                                 | 15 tháng 10, 1996 | - Vũ điệu đường phố - Tinh anh hội tụ (2 điểm)                                                                                                | Hạng tư           | 3                 |           |
| 11 – 13 | S.T Sơn Thạch       | Ca sĩ                                                 | 10 tháng 12, 1990 | - Chụp ảnh - Hát ở trên xe - Bảo vệ nàng tiên cá - Vòng xoay màu nhiệm - Thử thách tại Làng rau Trà Quế - Bán hàng - Truy tìm món đồ ký ức    | Hạng hai          | 7                 | [ 1 ]     |
| 11 – 13 | Khả Như             | Diễn viên, Người dẫn chương trình                     | 16 tháng 3, 1987  | - Hát ở trên xe - Đêm nhạc | Hạng hai          | 2                 | [ 1 ]     |
| 14-15   | Phương Lan          | Diễn viên                                             | 14 tháng 11, 1994 | - Hành động cấm khi ăn - Cừu và Sói - Tôi muốn                                                                                                | Hạng hai          | 3                 |           |
| 14-15   | Phát La             | Diễn viên, Người dẫn chương trình                     | 28 tháng 2, 1993  | - Sảng khoái cùng Pongour - Hành động cấm khi ăn - Cừu và Sói - Đóng kịch                                                                     | Hạng nhất         | 4                 |           |
| 14-15   | Trương Thế Vinh     | Ca sĩ, Diễn viên, Người mẫu, Người dẫn chương trình   | 22 tháng 5, 1984  | — | Hạng năm          | 0                 |           |
| 16 – 17 | Tăng Phúc           | Ca sĩ                                                 | 22 tháng 5, 1990  | [ chưa xác định ] | [ chưa xác định ] | [ chưa xác định ] |           |
| 16 – 17 | Mạc Văn Khoa        | Diễn viên                                             | 4 tháng 5, 1992   | [ chưa xác định ] | [ chưa xác định ] | [ chưa xác định ] |           |
| 16 – 17 | Trần Tiểu Vy        | Diễn viên, Người mẫu                                  | 23 tháng 8, 2000  | [ chưa xác định ] | [ chưa xác định ] | [ chưa xác định ] |           |
| 18 – 20 | Erik                | Ca sĩ                                                 | 13 tháng 10, 1997 | [ chưa xác định ] | Hạng nhất         | 7                 |           |
| 18 – 20 | Lyly                | Ca sĩ                                                 | 1 tháng 1, 1996   | [ chưa xác định ] | Hạng hai          | 3                 |           |

Ghi chú:
1. ↑  Chỉ ghi tên thử thách mà khách mời nhận được điểm Rực rỡ
2. 1 2  Lan Ngọc và Châu Bùi vẫn nhận được huy hiệu Rực rỡ theo nguyện vọng của Trường Giang.
3. 1 2  Hành trình thứ 3 tại Bến Tre và Tiền Giang kết thúc ở nửa đầu tập 8, trong khi nửa sau tập này là hành trình thứ 4 tại Hà Nội.

- : Khách mời giành được huy hiệu Rực rỡ với số điểm Rực rỡ nằm trong 3 người cao nhất của hành trình (Một số hành trình sẽ có nhiều hơn 3 huy hiệu Rực rỡ)
- chữ vàng đậm: Khách mời nhận được huy hiệu Rực rỡ từ các thành viên chính của chương trình.

### Khách mời hỗ trợ
| Tập   | Tên             | Nghề nghiệp       | Ngày sinh và tuổi | Tên thử thách                  | Nhiệm vụ                | Tham khảo |
| ----- | --------------- | ----------------- | ----------------- | ------------------------------ | ----------------------- | --------- |
| 6 – 7 | Kim Tử Long     | Nghệ sĩ cải lương | 17 tháng 10, 1966 | Biểu diễn trích đoạn cải lương | Hướng dẫn và nhắc tuồng |           |
| 6 – 7 | Thoại Mỹ        | Nghệ sĩ cải lương | 28 tháng 4, 1969  | Biểu diễn trích đoạn cải lương | Hướng dẫn và nhắc tuồng |           |
| 15    | Tăng Phúc       | Ca sĩ             | 22 tháng 5, 1990  | Biểu diễn tiểu phẩm            | Hát và diễn vai phụ     |           |
| 15    | Trương Thảo Nhi | Ca sĩ             | 19 tháng 8, 1992  | Biểu diễn tiểu phẩm            | Hát và diễn vai phụ     |           |
| 16-17 | Hữu Quốc        | Nghệ sĩ cải lương | 1 tháng 6, 1974   | Hát đờn ca tài tử              | Làm nhạc trưởng         |           |